# Квалификация химических реактивов
Единая общепринятая классификация химических реактивов по чистоте отсутствует. Теоретически, химически чистое вещество должно состоять из частиц одного вида. Практически химически чистым считают вещество наивысшей возможной степени очистки при данном уровне развития науки и техники.
Нет однозначного соответствия между квалификациями химических реактивов, принятыми в РФ и в других странах, поскольку многие крупные компании, которые производят и поставляют на рынок химические реактивы, применяют собственную систему присвоения квалификаций. Такая система основана, главным образом, на том, что отличающиеся друг от друга по степени чистоты химические реактивы выпускаются под различными торговыми марками.
Российская классификация химических реактивов по чистоте опирается на положении о присвоении реактивам квалификации, принятом в СССР и отсылает нас к ГОСТ 13867-68 «Продукты химические. Обозначение чистоты», ГОСТ 3885-73 «Реактивы и особо чистые вещества. Правила приёмки, отбор проб, фасовка, упаковка, маркировка, транспортирование и хранение».
Классификация химических реактивов, принятая в РФ:
- «Технический» («тех.») — низшая квалификация. Содержание основного компонента выше. 95 %. Цвет полосы на упаковке — светло-коричневый.
- «Чистый» («ч.») — содержание основного компонента (без примесей) 98 % и выше. Цвет полосы на упаковке — зелёный.[1]
- «Чистый для анализа» («ч.д.а»., «ЧДА») — содержание основного компонента может быть выше или значительно выше 98 %, в зависимости от области применения. Примеси не превышают допустимого предела, позволяющего проводить точные аналитические исследования. Цвет полосы на упаковке — синий.[1]
- «Химически чистый» («х.ч»., «ХЧ») — высшая степень чистоты реактива. Содержание основного компонента более 99 %. Цвет полосы на упаковке — красный.[1]
- «Особо чистый» («осч», «ОСЧ») — квалификация установлена для веществ высокой чистоты. К особо чистым относятся вещества более высокой степени чистоты по сравнению с соответствующими химическими реактивами высшей из существующих квалификаций. Особо чистые вещества содержат примеси в таком незначительном количестве, что они не влияют на основные специфические свойства веществ. Число и концентрация примесей в отдельных особо чистых веществах различны и определяются, с одной стороны, потребностями практики, а с другой — достижениями препаративной и аналитической химии. Цвет полосы на упаковке — жёлтый.[1]

Каждому особо чистому веществу присваивается соответствующая марка в зависимости от природы и числа т. н. лимитируемых (=контролируемых) в нём примесей, а также их содержания:
- Для особо чистых веществ, в которых лимитируются только неорганические примеси, марка обозначается буквами «осч» (особо чистый) и следующими за ними двумя (через тире) числами: первое показывает количество лимитируемых неорганических примесей, второе — отрицательный показатель степени суммы содержания этих примесей (примеси, лимитируемые по той же норме в одноимённом химическом реактиве, не учитываются). Например, марка особо чистого вещества, в котором лимитируются 11 неорганических примесей и сумма их составляет 2,5×10−4% (масс.), обозначается «осч 11—4».
- Для особо чистых веществ, в которых лимитируются только органические примеси, марка обозначается буквами «оп» (органические примеси), затем (через тире) числом, соответствующем отрицательному показателю степени суммы их содержания, и буквами «осч». Так, марка особо чистого вещества при сумме содержащихся органических примесей 10−3% (масс.) обозначается «оп—3 осч».
- Для особо чистых веществ, в которых лимитируются как органические, так и неорганические примеси, при установлении марки учитывается содержание тех и других примесей. Например, марка особо чистого вещества, имеющего сумму органических примесей 2×10−4% (масс.) и сумму восьми неорганических примесей 3×10−5% (масс.), обозначается «оп—4 осч 8—5».

Особо чистые вещества получают путём т. н. глубокой (=наиболее тщательной) очистки веществ, для которой широко используют различные физико-химические методы (как правило, в сочетании) — осаждение, ректификация, дистилляция, экстракция, сорбция, ионный обмен и т. д. Разделение может быть основано и на различии в химических свойствах компонентов исследуемой системы, что позволяет использовать для получения особо чистых веществ также комплексообразование, избирательное окисление или восстановление и т. п. При очистке веществ следует учитывать возможное поступление загрязняющих примесей из воздуха, реактивов, воды, а также из материала аппаратуры.
Различные области применения химических реактивов налагают особые ограничения на содержание примесей, в связи с чем имеются специальные виды квалификаций, например:
- Спектрально чистый;
- Оптически чистый;
- Хирально чистый;
- Ядерно чистый;

также для:
- криоскопии;
- термохимии;
- микроскопии;
- хроматографии;

Большинство химических реактивов контролируют по двум-трём характеристикам. Однако многие кислоты, основания и соли, а также реактивы, применяемые в биологических исследованиях, контролируют по более чем 20 показателям. При этом важно также учитывать наличие взвешенных частиц, так как даже разбавленный раствор взвешенных частиц с линейными размерами меньше 1 мкм может внести заметный вклад в суммарную концентрацию примесей.
Требования к качеству химических реактивов, выпускаемых в РФ, определяются Государственными Стандартами (ГОСТ) или Техническими Условиями (ТУ).

### Классификация химических реактивов, принятая в других странах
Ниже приведён один из вариантов классификации реактивов (США) в порядке убывания чистоты:
- A.C.S. (ACS) — реактивы максимальной чистоты, удовлетворяющие требованиям или превышающие требования по чистоте, установленные Американским химическим обществом (American Chemical Society, ACS).
- Reagent (Препарат реактивной чистоты) — реагенты высокой чистоты, как правило, соответствующие по квалификации реактивам «A.C.S.»; пригодны для использования в большинстве лабораторных и аналитических экспериментов.
- U.S.P. (USP) — реактивы, удовлетворяющие требованиям или превышающие требования по чистоте, установленные Фармакопеей США (United States Pharmacopeia, USP).
- N.F. (NF) — реактивы, удовлетворяющие требованиям или превышающие требования по чистоте, приведённые в Американском национальном формуляре (National Formulary, NF).
- Lab (Лабораторный) — реактивы относительно высокой чистоты, для которых неизвестно точное содержание примесей. Пригодны для учебных целей, но не могут быть использованы в пищевой отрасли, медицине и при производстве лекарств.
- Purified (Pure, Practical grade)(Очищенный), также обозначается как «Pure» (Чистый) или «Practical grade» (Практический) — реактивы хорошего качества, для которых отсутствуют требования официальных стандартов. Пригодны для учебных целей, но не могут быть использованы в пищевой отрасли, медицине и при производстве лекарств.
- Technical (Технический) — реактивы хорошего качества, предназначенные для продажи и использования в промышленности. Не могут применяться в пищевой отрасли, медицине и при производстве лекарств.